# 両国橋
両国橋（りょうごくばし）は、隅田川にかかる橋で、国道14号（靖国通り・京葉道路）を通す。
西岸の東京都中央区東日本橋二丁目と東岸の墨田区両国一丁目を結ぶ。橋のすぐ近くには神田川と隅田川の合流点がある。
1686年（貞享3年）に国境が変更されるまでは武蔵国下総国の国境にあったことから、両国橋と呼ばれる。

## 現在の橋
完成当時は言問橋・天満橋と共に「三大ゲルバー橋」とよばれ、技術的にも当時の最先端であった。親柱・橋燈は、直方体の親柱の上に球体の橋燈が載っており、他に類を見ないユニークなデザインとなっている。
歩道部には土俵をデザインした円形のバルコニーが設けられ、歩道のガードレール部分には軍配や花火が描かれ、柱部には両国国技館の屋根を模った飾りを配するなど、デザイン的にも凝ったつくりになっているが、いずれも改修時に追加されたものである。
- 構造形式 3径間ゲルバー式鋼鈑桁橋
- 橋長 164.5m
- 幅員 24.0m
- 着工 1930年（昭和5年）2月
- 竣工 1932年（昭和7年）5月18日[3]
- 施工主体 東京市
- 施工 石川島造船所 / 間組

## 歴史
両国橋の創架年は2説あり、1659年（万治2年）と1661年（寛文元年）である、千住大橋に続いて隅田川に2番目に架橋された橋。長さ94間（約170m）、幅4間(約7m)。名称は当初「大橋」と名付けられていた。しかしながら西側が武蔵国、東側が下総国と2つの国にまたがっていたことから俗に両国橋と呼ばれ、1693年（元禄6年）に新大橋が架橋されると正式名称となった。位置は現在よりも下流側であったらしい。
江戸幕府は防備の面から隅田川への架橋は千住大橋以外認めてこなかった。しかし1657年（明暦3年）の明暦の大火の際に、橋が無く逃げ場を失った多くの江戸市民が火勢にのまれ、10万人に及んだと伝えられるほどの死傷者を出してしまう。事態を重く見た老中酒井忠勝らの提言により、防火・防災目的のために架橋を決断することになる。架橋後は市街地が拡大された本所・深川方面の発展に幹線道路として大きく寄与すると共に、火除地としての役割も担った。両国広小路の項も参照のこと。
両国橋は流出や焼落、破損により何度も架け替えがなされ、木橋としては1875年（明治8年）12月の架け替えが最後となる。西洋風の九十六間（約175m）の橋であったが、この木橋は1897年（明治30年）8月10日の花火大会の最中に、群集の重みに耐え切れず10mにわたって欄干が崩落してしまう。日本橋消防署の資料によれば、橋に降り掛かる火の粉を避けようとした群衆に、一斉に押された圧力で折れたとされる。死傷者は数十名にもおよび、明治の世に入ってからの事故ということで、これにより改めて鉄橋へと架け替えが行われることが決定する。
結果、現在の位置より20mほど下流に鉄橋として生まれ変わる。1901年（明治34年）8月に起工し、1904年（明治37年）11月14日に開通式を行った。曲弦トラス3連桁橋であり、長さ164.5m、幅24.5m、工費約30万円と記録に残る。設計は原龍太。この橋は関東大震災では大きな損傷も無く生き残ったが、他の隅田川橋梁群の復旧工事に合わせて、震災後に現在の橋に架け替えられた。なお、この架け替え時に取り外された両国橋の橋名板が東京都復興記念館に保存されている。
2008年（平成20年）3月28日、言問橋と共に東京都の東京都選定歴史的建造物に選定された。
2021年度より、国道14号の拡幅（６車線化）に伴い、拡幅または架け替えの検討が開始された。歴史的建造物であるため、拡幅にあたっては架替を行わず床版取換えによる軽量化を実施し、両側に自転車道等の設置が計画されている。

## 南高橋
最後の架け替えの際、損傷のほとんど無かった3連トラスのうち1連が再利用され、幅、高さ等を詰めたうえで亀島川の最下流、隅田川との合流地点付近にある南高橋となった。この南高橋は都内に現存する鉄橋のうち、川を跨いで実際に利用されている自動車橋としては最も古い（八幡橋（旧弾正橋）が最古であるが、人道橋であり、現在は陸橋）。

## 路線バス
かつては都営バス草28系統（神田駅 - 両国駅 - 錦糸町駅 - 亀戸駅通り - 西大島駅 - 境川 - 葛西橋/葛西車庫）が経由していたが2000年に神田駅 - 両国駅間を短縮のうえ両28系統となり、現在定期路線の運行はない。

## 画像一覧

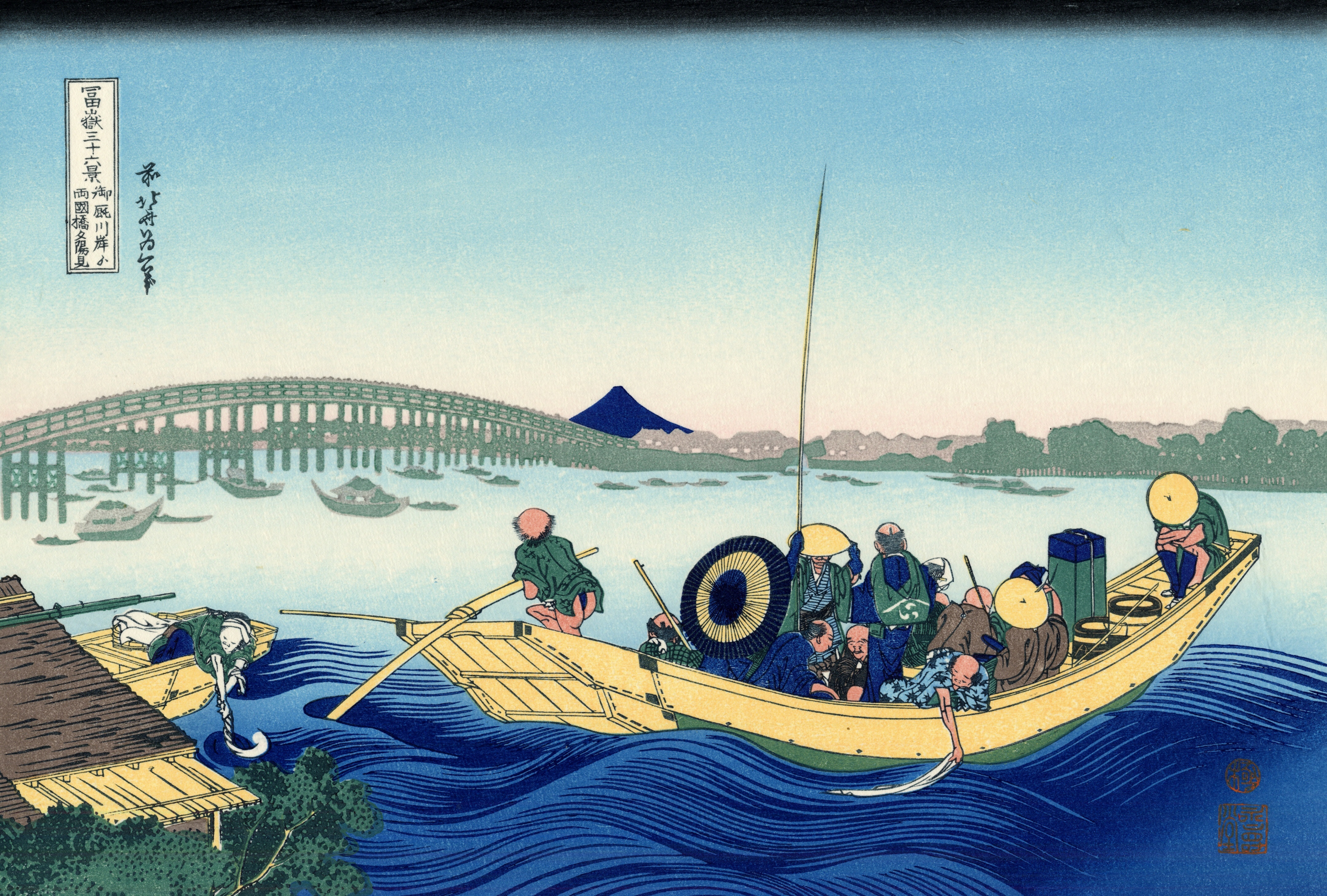
葛飾北斎 「冨嶽三十六景色 御厩川岸 両國橋夕陽見」
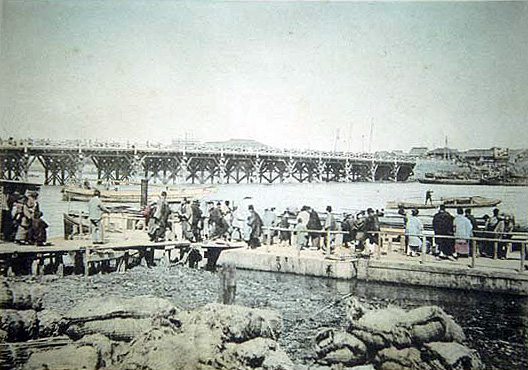
1875年完成の最後の木橋時代の両国橋
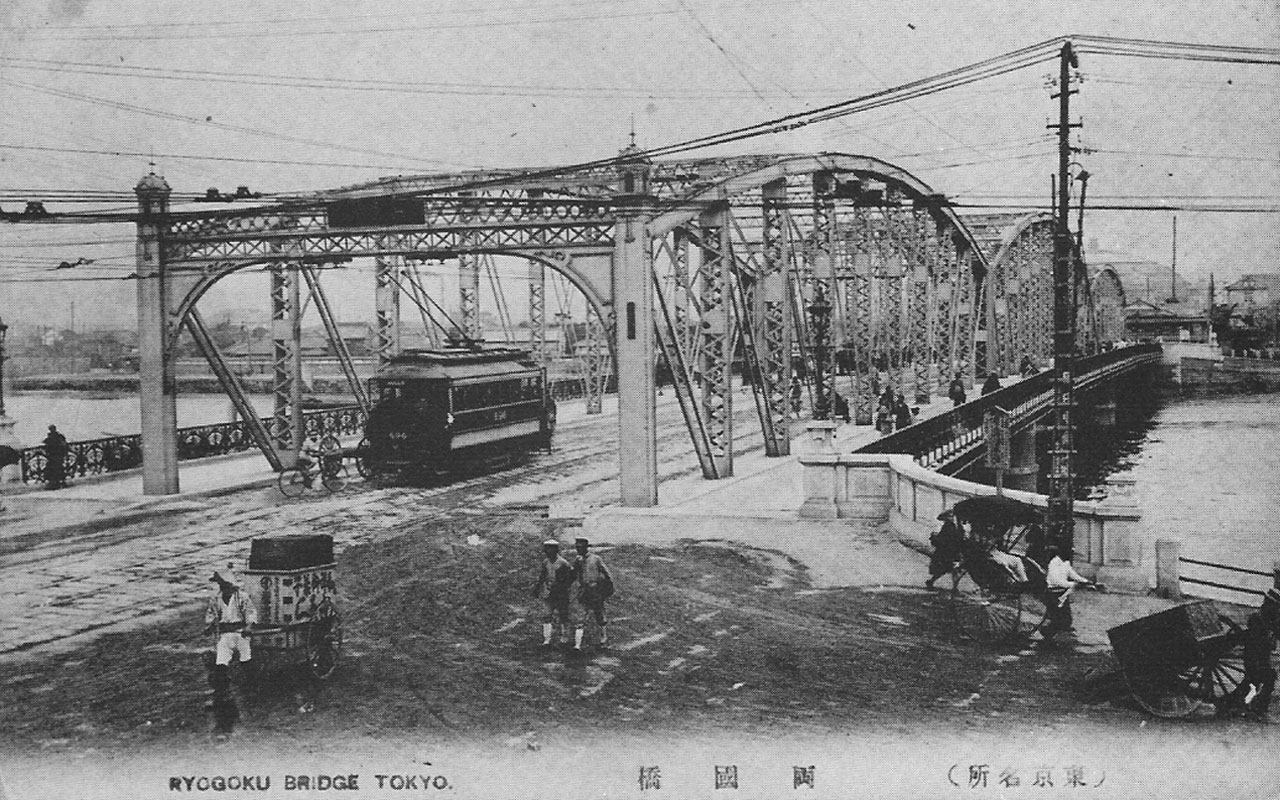
1904年完成の旧両国橋
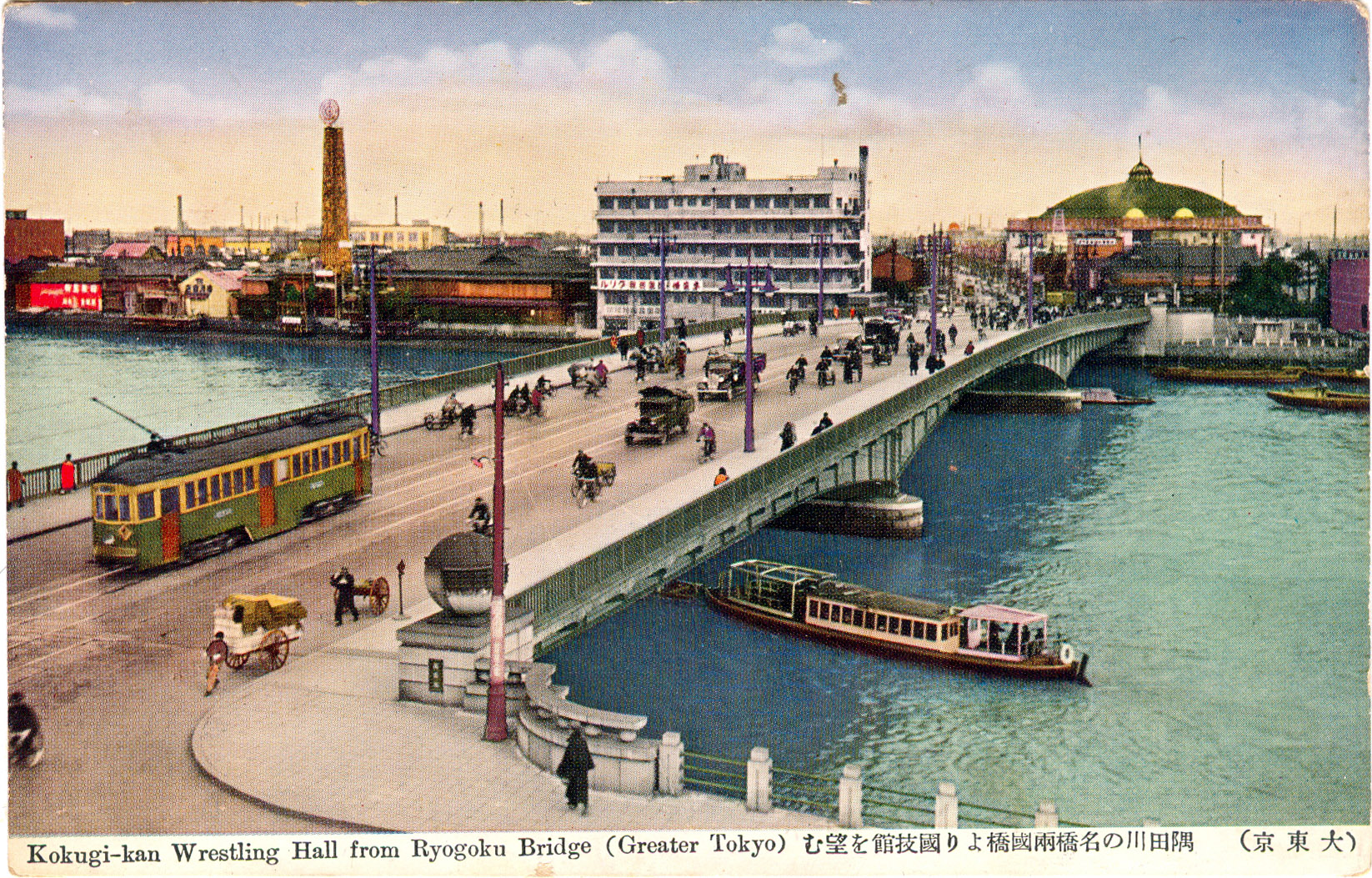
1935年に架橋直後の現両国橋
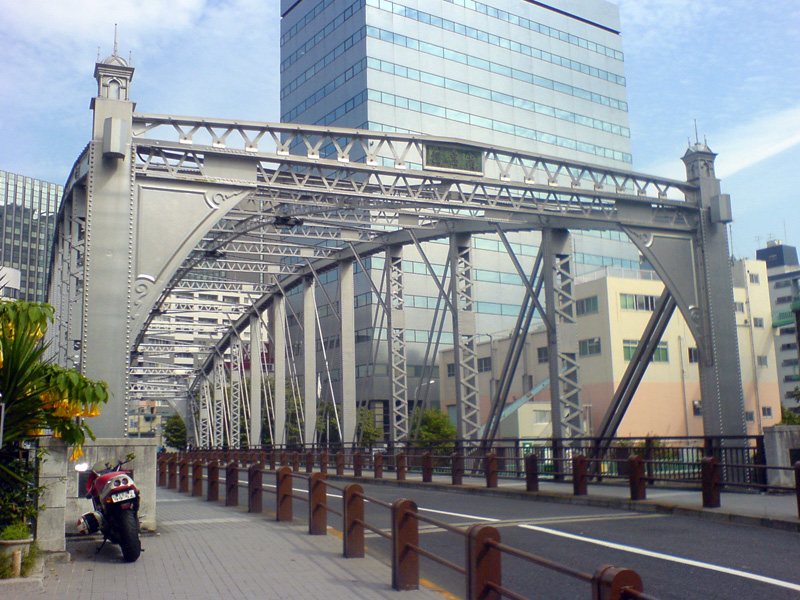
旧両国橋を移設した南高橋
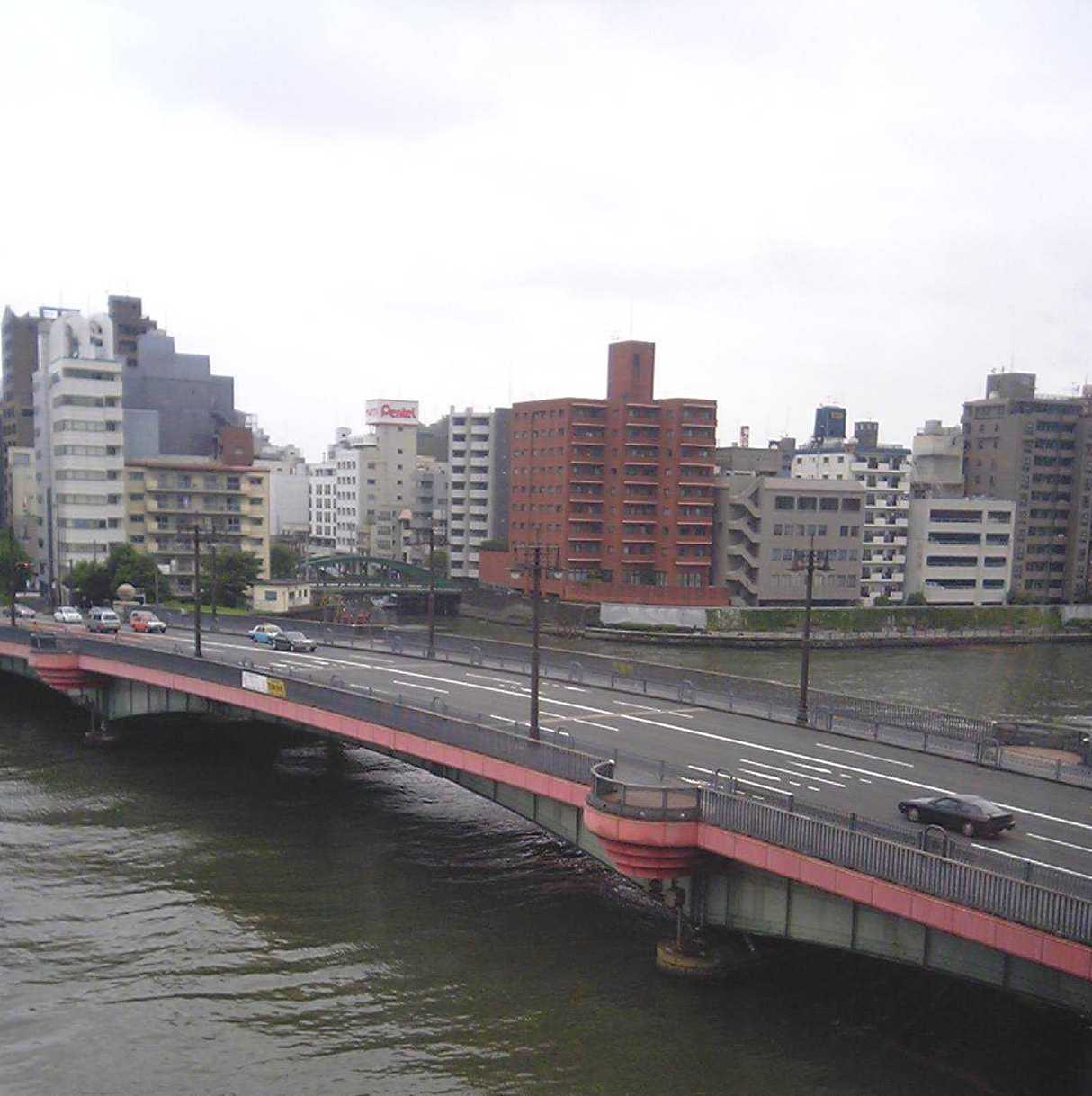
2005年時点の両国橋
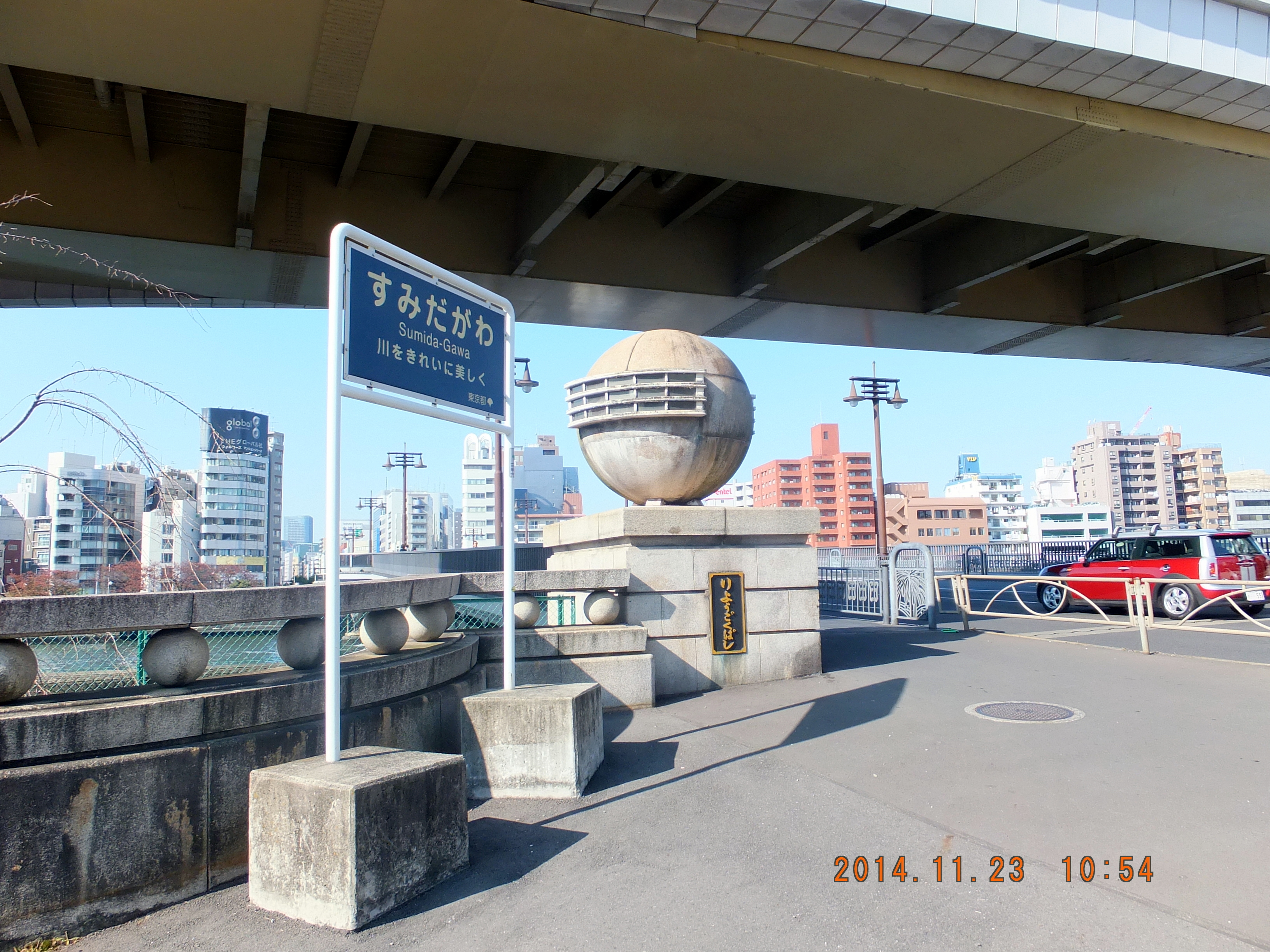
親柱と橋燈

## 隣の橋
- 隅田川
（上流） - 蔵前専用橋 - 隅田川橋梁 - 両国橋 - 両国大橋 - 新大橋 - （下流）